# Zimmerbach
Zimmerbach es una localidad y comuna francesa, situada en el departamento de Alto Rin, en la Región de Gran Este.

## Demografía
| Gráfica de evolución demográfica de Zimmerbach entre 2006 y 2019 |
|                                                                  |

Fuentes: INSEE.

## Políticos
Elecciones Presidential Segunda Vuelta:
| Elección | Elección | Candidato Ganador | Partido | %     |
| -------- | -------- | ----------------- | ------- | ----- |
|          | 2017     | Emmanuel Macron   | EM      | 66.72 |
|          | 2012     | Nicolas Sarkozy   | UMP     | 68.35 |
|          | 2007     | Nicolas Sarkozy   | UMP     | 70.07 |
|          | 2002     | Jacques Chirac    | RPR     | 82.37 |